# It's Only Rock 'n' Roll
It's Only Rock 'n' Roll —en español: Es sólo Rock 'n' Roll— es el duodécimo álbum de estudio en el Reino Unido y decimocuarto en los Estados Unidos de la banda de rock británico The Rolling Stones, publicado en el año 1974 como sucesor de Goats Head Soup del año anterior. Es también el último álbum de los Stones antes de la partida de Mick Taylor como miembro de la banda. Fue el primer disco producido por The Glimmer Twins, seudónimo utilizado por Mick Jagger y Keith Richards. El álbum tiene un sonido más roquero que el anterior, que está más inspirado en el funk y el soul. De entre todas sus canciones, destaca la que da nombre al disco, «It's Only Rock 'N Roll (but I Like It)», cuyo título significa "es sólo rock and roll, (pero me gusta)", esta pista tiene conexión con el eventual reemplazo de Taylor, Ronnie Wood. El disco entero (como su nombre ya lo adelantaba) es puro rock and roll clásico, reflejando de la forma más pura el sonido de los años 1970. El álbum alcanzó el puesto # 1 en los Estados Unidos y el # 2 en el Reino Unido.

## Historia

### Antecedentes
El álbum comenzó a grabarse tras la gira The Rolling Stones European Tour de 1973. La producción comenzó en noviembre en los estudios Musicland de Múnich, Alemania. Según el guitarrista Keith Richards, "Estábamos realmente calientes y listos para tocar nuevo material".
El álbum fue al principio desarrollado como una producción mitad-vivo, mitad-estudio con un lado del álbum con presentaciones en vivo de la gira europea de los Stones mientras que del otro lado debía estar compuesto por covers de canciones de estilo R&B, elegidas por la banda. Los covers registrados incluyen tomas de las canciones «Drift Away» de Dobie Gray, «Shame, Shame, Shame» de Shirley & Company, y «Ain't Too Proud to Beg» de The Temptations. Pronto la banda comenzó a trabajar en los nuevos riffs de Richards y en las nuevas ideas de Mick Jagger y el concepto original fue desechado en favor de un álbum con material nuevo. La versión «Ain't Too Proud to Beg» fue la única grabación incluida en el álbum, mientras que «Drift Away» es un bootleg popular.

### Grabación
It's Only Rock 'n Roll fue el primer álbum producido por la banda desde Their Satanic Majesties Request, y el primero de Jagger y Richards bajo su seudónimo "The Glimmer Twins". Richards dijo en ese momento:
"Creo que llegamos a un punto con Jimmy (Miller) donde el nivel de contribución había disminuido porque se convirtió en un hábito, una forma de vida, que Jimmy hiciera un álbum de Stones al año. Sobre el tipo inicial de emoción que se puede sentir en Beggars Banquet y Let It Bleed. También, Mick y yo sentimos que queríamos tratar de hacerlo nosotros mismos, porque realmente sentimos que sabíamos mucho más acerca de las técnicas y la grabación y teníamos nuestras propias ideas, de la forma en que queríamos que fueran las cosas. Goats Head Soup no había salido como queríamos - no culpamos a Jimmy o nada de eso ... Pero era obvio que era hora de un cambio en esa parte particular del proceso de grabación."
A partir de este disco, todos los futuros álbumes de los Stones serían producidos por ellos o en colaboración con otro productor. La mayoría de las pistas del álbum fueron grabadas primero en Musicland, las voces solistas se registraron más tarde por Jagger, sobre el que diría Richards, "a menudo iba con sus mejores cosas al estudio con sólo un ingeniero."
La canción «Luxury» mostró que estaba creciendo el interés de la banda por la música reggae, mientras que «Till the Next Goodbye» y «If You Really Want to Be My Friend» continúan su inmersión en las baladas. Siete de diez canciones del álbum rompen la marca de cuatro minutos, una característica que vendría a ser menospreciada durante la creciente escena punk rock de finales de los setenta.
Ron Wood, un viejo conocido de la banda, comenzó a acercarse a The Rolling Stones durante estas sesiones, después invitó a Mick Taylor para tocar en su álbum debut, I've Got My Own Album to Do. En la grabación, Taylor pasó algún tiempo en The Wick, la casa de Ronnie Wood. Una vez allí, Richards y Wood registraron algunas pistas y desarrollaron rápidamente una amistad cercana. Jagger pronto entró en la mezcla y fue aquí donde el sencillo y nombre del álbum, «It's Only Rock 'n Roll (But I Like It)», fue registrado. Wood trabajó estrechamente en la pista con Jagger, que posteriormente tomó el nombre de la canción del álbum. La versión de esta canción cuenta con Wood en guitarra acústica de doce cuerdas. El álbum cuenta con las colaboraciones de Billy Preston, Nicky Hopkins, Ian Stewart y Ray Cooper. Varias canciones fueron terminadas y mezcladas en Stargroves (hogar de Jagger), a principios del verano de 1974. 
It's Only Rock 'n Roll fue el último álbum de Mick Taylor con los Rolling Stones, y tocó en sólo siete de los diez temas (no tocó las pistas, 2, 3 y 6). Al no recibir créditos de escritura en el álbum anterior, Goats Head Soup, Taylor afirma que había hecho contribuciones en «Till the Next Goodbye» y «Time Waits for No One», pero en el álbum, todas las canciones originales fueron acreditadas a Jagger/Richards. Las declaración de Taylor contradicen a los comentarios de Jagger acerca del álbum. En 1995 Jagger declaró en una entrevista con la revista Rolling Stone que Taylor "tal vez lanzó en un par de acordes", en referencia a la canción «Time Waits for No One».

### Arte de tapa
Para las sesiones contaron con la asistencia del pintor belga Guy Peellaert, a quien Mick Jagger invitó a hacer la portada del álbum después de pareciar su trabajo en el libro Rock Dreams, con ilustraciones de varios músicos de rock como los Stones. Peellaert finalmente pintó a la banda como "deidades del rock", descendiendo por la escalera de un templo, rodeados de muchachas jóvenes y de mujeres con indumentaria de la Antigua Grecia. El artista se negó a firmar un acuerdo de exclusividad, y en 1974 proporcionó el arte a otro álbum, Diamond Dogs de David Bowie.

### Lanzamiento y recepción
En julio, el sencillo «It's Only Rock 'n Roll (But I Like It)», fue liberado, y a pesar del sonido familiar, sorprendió a muchos al no alcanzar el top 10 en los Estados Unidos (aunque llegó a los 10 primeros en el Reino Unido). Con su coro, se ha convertido en un elemento básico en conciertos de los Rolling Stones. El lado B «Through the Lonely Nights» se remonta a las sesiones de Goats Head Soup del año anterior. La versión «Ain't Too Proud to Beg», originalmente un éxito de 1966 por The Temptations, fue lanzado como el segundo sencillo en Estados Unidos, donde se convirtió también en un éxito del top 20. El álbum apareció en octubre con ventas inicialmente enérgicas, alcanzando el número dos en el Reino Unido (rompiendo una cadena de álbumes número uno que se extendía desde 1969 con Let It Bleed) y número uno en los Estados Unidos, donde finalmente fue platino.
En lugar de inmediatamente hacer una gira para promocionar el álbum, la banda decidió meterse de cabeza en los estudios de Múnich para grabar el siguiente álbum, debido a la decepción y la posterior renuncia de Mick Taylor. No hubo ninguna gira hasta que el verano siguiente la banda inició en los Estados Unidos el Tour of the Americas '75, con el futuro miembro y guitarrista, Ronnie Wood, reemplazando el lugar de Taylor. Para promover el álbum, se filmaron vídeos musicales para varias de las canciones. El video más visto del álbum fue el de «It's Only Rock 'n Roll (But I Like It)», con la banda (en trajes de marinero) tocando en una carpa, que poco a poco se llena de burbujas de jabón (Taylor aparece en el vídeo, pero en realidad no tocó la canción). También se filmaron vídeos musicales para las canciones «Ain't Too Proud to Beg» y «Till The Next Goodbye».
Existen dos versiones diferentes de «Luxury». Una versión más corta de 4:30 está incluida en la versión temprana del CD desde 1986, mientras que la versión de 5:01 fue lanzada originalmente en vinilo en Europa y en las remasterizaciones en CD de 1994 y 2009. La diferencia es que en la versión más corta, el "fadeout" (técnica en la que el sonido va disminuyendo) comienza 30 segundos antes, y falta de tal modo el solo de guitarra al final. Uno de los clubes de fanes más grandes de los Rolling Stones lleva el nombre "It's Only Rock 'n Roll", aunque sus miembros normalmente se refieren al club como "IORR". En 1994, It's Only Rock 'n Roll fue remasterizado y reeditado por Virgin Records, en 2009 por Universal Music y una vez más en 2011 por Universal Music Enterprises en una versión únicamente japonesa en SHM-SACD.

## Lista de canciones
Todas las canciones escritas y compuestas por Jagger/Richards, excepto donde se indique. 
| Cara uno |                                                                     |          |  |
| N.º      | Título                                                              | Duración |  |
| 1.       | «If You Can't Rock Me»                                              | 3:46     |  |
| 2.       | «Ain't Too Proud to Beg» (Norman Whitfield/Eddie Holland)           | 3:30     |  |
| 3.       | «It's Only Rock 'n' Roll (But I Like It)» (Inspiración de Ron Wood) | 5:07     |  |
| 4.       | «Till the Next Goodbye»                                             | 4:37     |  |
| 5.       | «Time Waits for No One»                                             | 6:37     |  |

| Cara dos |                                      |          |  |
| N.º      | Título                               | Duración |  |
| 6.       | «Luxury»                             | 5:00     |  |
| 7.       | «Dance Little Sister»                | 4:11     |  |
| 8.       | «If You Really Want to Be My Friend» | 6:16     |  |
| 9.       | «Short and Curlies»                  | 2:43     |  |
| 10.      | «Fingerprint File»                   | 6:33     |  |

## Tomas descartadas
- «Drift Away» (grabado entre noviembre de 1973 y enero de 1974).
- «Living In A Harder Love» (grabado entre noviembre de 1973 y enero de 1974).
- «Through the Lonely Nights» lado B del primer sencillo del disco.

## Personal
| The Rolling Stones - Mick Jagger: voz, coros; guitarra acústica en «Till the Next Goodbye»; guitarra eléctrica en «Fingerprint File». - Keith Richard: guitarra eléctrica, guitarra acústica, coros; bajo en «If You Can't Rock Me». - Mick Taylor: guitarra eléctrica, guitarra acústica, guitarra de 12 cuerdas, guitarra slide; sintetizador en «Time Waits for No One», congas en «Dance Little Sister»; bajo en «Fingerprint File». - Charlie Watts: batería. - Bill Wyman: bajo; sintetizador en «Fingerprint File». Músicos adicionales - Nicky Hopkins: piano en «Till the Next Goodbye», «Time Waits for No One», «Luxury», «If You Really Want to Be My Friend», y «Fingerprint File». - Billy Preston: piano, clavinet en «If You Can't Rock Me», «Ain't Too Proud to Beg» y «Fingerprint File» - Ian Stewart: piano en «It's Only Rock 'n Roll», «Dance Little Sister» y «Short and Curlies» - Ray Cooper: percusión - Blue Magic: coros en «If You Really Want to Be My Friend» - Charlie Jolly: tabla en «Fingerprint File» - Ed Leach: cencerro en «Ain't Too Proud to Beg» | Pista básica de «It's Only Rock 'n Roll (But I Like It)» - Kenney Jones: batería - Willie Weeks: bajo - David Bowie: corista - Ronnie Wood: guitarra acústica de 12 cuerdas, corista Técnica y diseño - Andy Johns: Ingeniero de grabación. - Keith Harwood: Ingeniero de grabación. - George Chkiants: Ingeniero de Overdub. - Keith Harwood: Ingeniero de mezcla. - Glyn Johns: Ingeniero de mezcla en «Fingerprint File». - Guy Peellaert: diseño, arte, pintura. |

## Ediciones Internacionales
- 1974 LP It's Only Rock 'n Roll Atlantic COC 79101 U.S.A
- 1975 LP It's Only Rock 'n' Roll Atlantic 79101 Chile

## Posición en las listas
| Listas (1974)                   | Mejor posición |
| ------------------------------- | -------------- |
| Alemania (Media Control Charts) | 12             |
| Austria (Ö3 Austria)            | 3              |
| Canadá (RPM)                    | 5              |
| Estados Unidos (Billboard 200)  | 1              |
| Noruega (VG-lista)              | 3              |
| Países Bajos (Album Top 100)    | 5              |
| Reino Unido (UK Albums Chart)   | 2              |

| Año  | Sencillo                                 | Lista             | Posición |
| ---- | ---------------------------------------- | ----------------- | -------- |
| 1974 | «It's Only Rock 'N Roll (but I Like It)» | UK Top 50 Singles | 10       |
| 1974 | «It's Only Rock 'N Roll (but I Like It)» | Billboard Hot 100 | 16       |
| 1974 | «Ain't Too Proud to Beg»                 | Billboard Hot 100 | 17       |

## Certificaciones
| País                  | Certificación | Ventas certificadas |
| --------------------- | ------------- | ------------------- |
| Estados Unidos (RIAA) | Platino       | 1 000 000^          |
| Francia (SNEP)        | Oro           | 100 000^            |
| Reino Unido (BPI)     | Oro           | 100 000^            |

Nota: ^ Cifras de ventas basadas únicamente en la certificación
| Anterior: Walls and Bridges de John Lennon | Billboard 200 — Álbumes No 1 de 1974 (EE. UU.) 23 de noviembre de 1974 — 29 de noviembre de 1974 | Siguiente: Greatest Hits de Elton John |